# Johan Rode

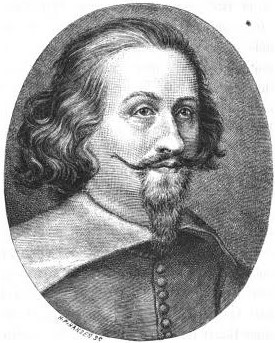
Johan Rode, zeitgenössisches Porträt

Johan Rode, auch Rhode, latinisiert Rhodius (* 1587 in Kopenhagen; † 24. Februar 1659 in Padua) war ein dänischer Mediziner, der hauptsächlich in Italien wirkte.

## Leben
Johan Rode war ein Sohn des Kaufmanns und Reeders Helmer Rode. Er besuchte das Gymnasium Herlufsholm.
1607/1608 unternahm er eine Reise nach England und Schottland. In London traf er den Dichterarzt Raphael Thorius. Das akademische Jahr 1610/1611 verbrachte er an der Universität Kopenhagen. Hier freundete er sich mit Ole Worm an, der ein beständiger Korrespondenzpartner blieb. Ab dem Wintersemester 1611/12 war er an der Universität Wittenberg immatrikuliert. Im Februar 1612 war er hier Respondent einer Disputation von Sigismund Evenius. 1614 ging er an die Universität Marburg, 1616 an die Universität Gießen, 1618 an die Universität Basel und 1619 an die Universität Heidelberg. Von 1620 bis 1622 praktizierte er als Arzt in Kopenhagen.

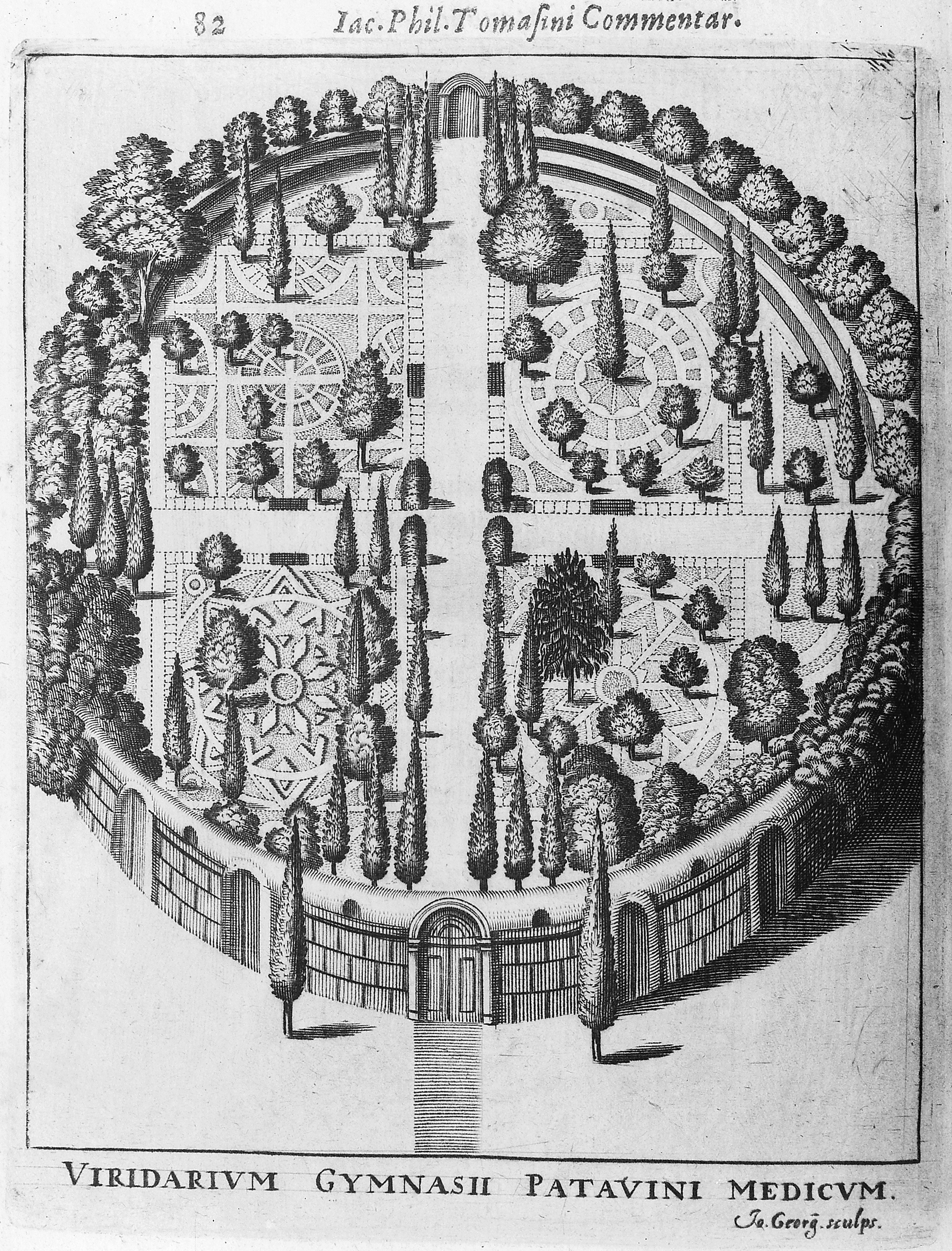
Botanischer Garten in Padua

1622 kam er an die Universität Padua und wurde hier zum Dr. med. promoviert. 1623 war er Consiliarius der deutschen Nation an der Universität, zu der auch die skandinavischen Universitätsangehörigen gezählt wurden. 1625 war er für kurze Zeit in Siena tätig. Danach ging er für immer nach Padua zurück. Nachdem er die 1630 grassierende Pest überlebt hatte, die die Schließung der Universität für zwei Jahre zur Folge hatte, bot man ihm 1632 eine Professur für Botanik an, verbunden mit der Leitung des Botanischen Gartens. Rode lehnte jedoch ab und blieb Practicus.
Rodes Haus in Padua wurde zum Anziehungspunkt für dänische und andere ausländische Studenten. Er unterhielt ein europaweites Netzwerk an Freunden und Korrespondenz-Partnern. Von ihm sind allein 28 Briefe an Athanasius Kircher überliefert.
Beraten durch Gabriel Naudé und begünstigt durch die Nähe zur Druck- und Buchhandelsmetropole Venedig, baute er sich eine bedeutende Privatbibliothek auf. 1631 erarbeitete er einen Plan zum Aufbau einer öffentlichen Bibliothek in Padua.
Rode verfasste Anleitungen zum Medizinstudium mit ausführlichen Literaturangaben, die zunächst nur lokal vervielfältigt wurden und erst nach seinem Tod durch Thomas Bartholin und Hermann Conring einem weiten Leserkreis bekannt gemacht wurden.
In seinen medizinhistorischen Schriften machte er das Werk von Aulus Cornelius Celsus und die Rezeptsammlung von Scribonius Largus mit einem erklärenden Kommentar den Studierenden seiner Zeit zugänglich.
Rode bleib unverheiratet. Er wurde in der Kirche San Francesco Grande beigesetzt.

## Nachlass
Rodes Privatbibliothek erbte sein Neffe, der Kopenhagener Professor Thomas Bang (1600–1661). Zusammen mit dessen nachgelassener Bibliothek wurde sie dann 1662 versteigert.
Seine Manuskripte kamen im Wesentlichen an Thomas Bartholin. Dieser konnte einiges herausgeben; ein Großteil, darunter Rodes schon für den Druck vorbereitete Edition von De medicina des Celsus, verbrannte jedoch mit Bartholins Bibliothek 1670.
Die von ihm in Italien gesammelten archäologischen Altertümer erwarb der Arzt Thomas Fuiren (1616–1674) für seine Wunderkammer; durch dessen testamentarische Schenkung erhielt sie die Universität Kopenhagen, die sie im Domus anatomica ausstellte.
Rodes Album amicorum ist in der Königlichen Bibliothek in Kopenhagen erhalten, ebenso Briefentwürfe und zwei Manuskripte.

## Werke
- De Modestia Et Magnanimitate. Wittenberg: Henckel 1612 (Digitalisat)
- Scribonii Largi Compositiones Medicae. Padua 1635
- De acia dissertatio ad Cornelii Celsi mentem. 1639
- Observationum Medicinalium Centuriae Tres. 1657

Neuauflage posthum Frankfurt 1676
- (posthum) Mantissa anatomica ad Thomam Bartholinum. Kopenhagen 1661
- (posthum), Vincent Placcius (Hrsg.): Joannis Rhodii Dani Auctorum Supposititiorum Catalogus: Ad autographum Eiusdem fideliter expressus, in quo Scriptores Anonymi & Pseudonymi Complures manifestantur / Opusculum Posthumum ex Musaeo Vincentii Placii, I.U.L. Hamburgensis. Cuius etiam Notae sparsim adiectae sunt. Hamburg 1674